# 芦荻街
芦荻街是康王北路至光复北路的一条街，长约0.6公里，位于广州市荔湾区金花街道。

## 学校
- 广州市第四中学（创立于1917年11月4日）
- 广州市荔湾区四中聚贤中学虬园校区（成立于2001年5月18日，已在2021年7月拆除）
- 广州市南海中学（成立于1904年，门牌号在西华路）
- 芦荻西小学

## 住宅楼
- 荔康大厦：西起康王北路，东起太保直街，南起芦荻街。用途为商业、办公、住宅三个用途，为19层高大厦。
- 桃源小区
- 西门口广场：2001年一期工程竣工，2008年二期工程竣工。

## 宗教活动场所
- 道教斗姥宫[1]
- 基督教万善堂[2]

## 与之交汇道路
道路顺序由西往东排列，粗体字为主干道。
- 康王北路
- 太保直街
- 芦荻西
- 和安街
- 光复北路

## 相册

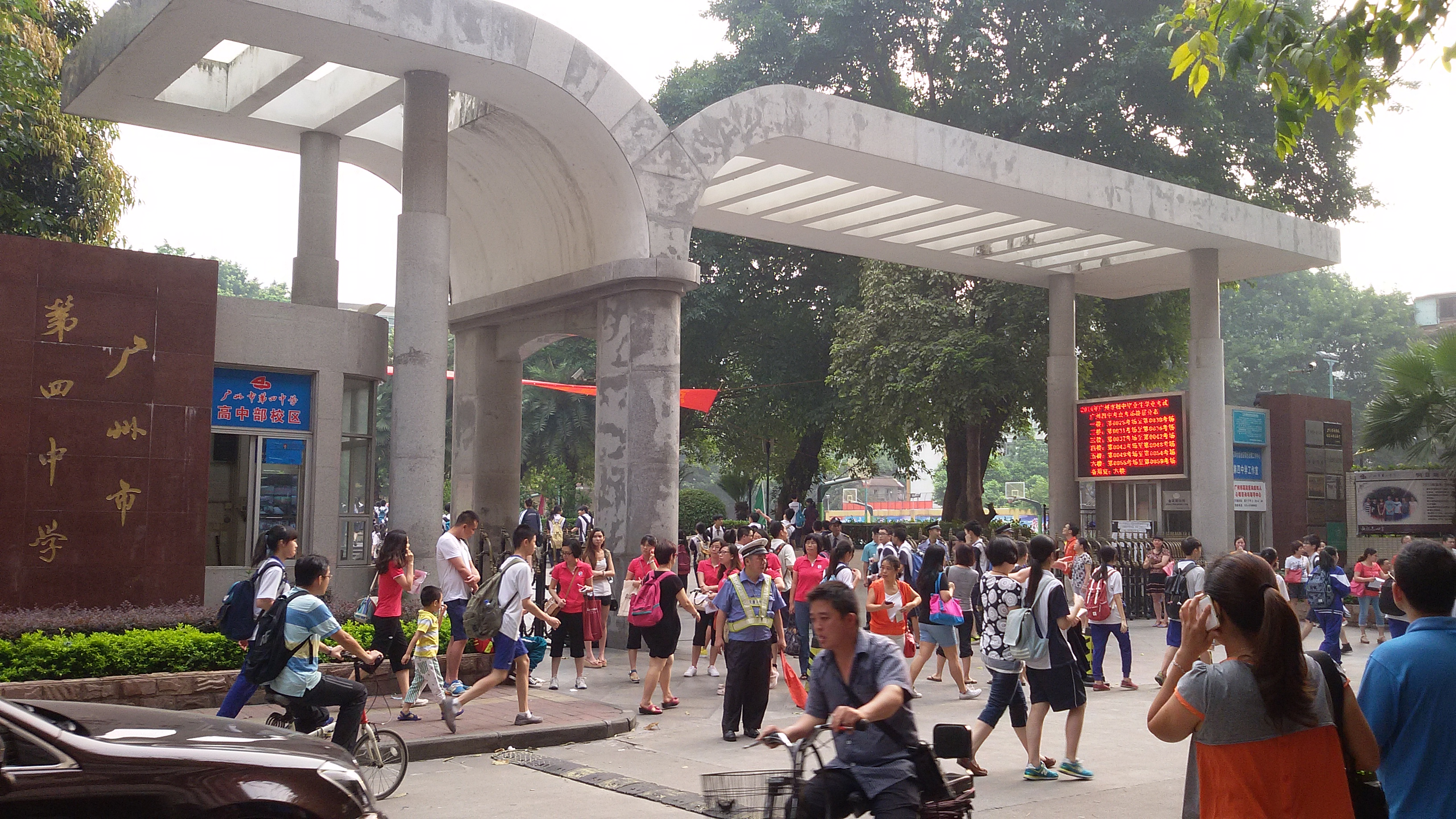
广州市第四中学（高中部）正门
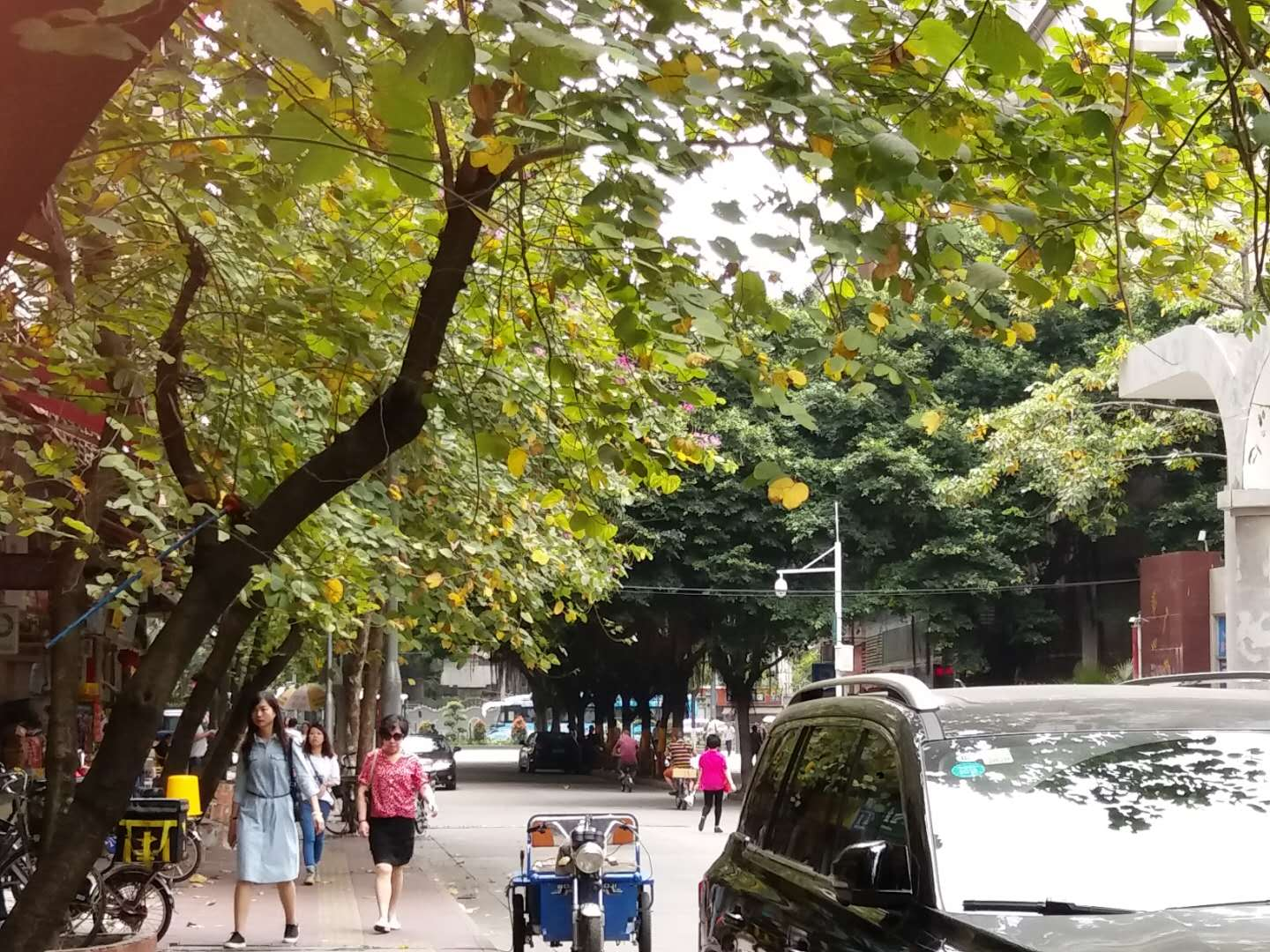
芦荻街西端出口（康王北路出口）
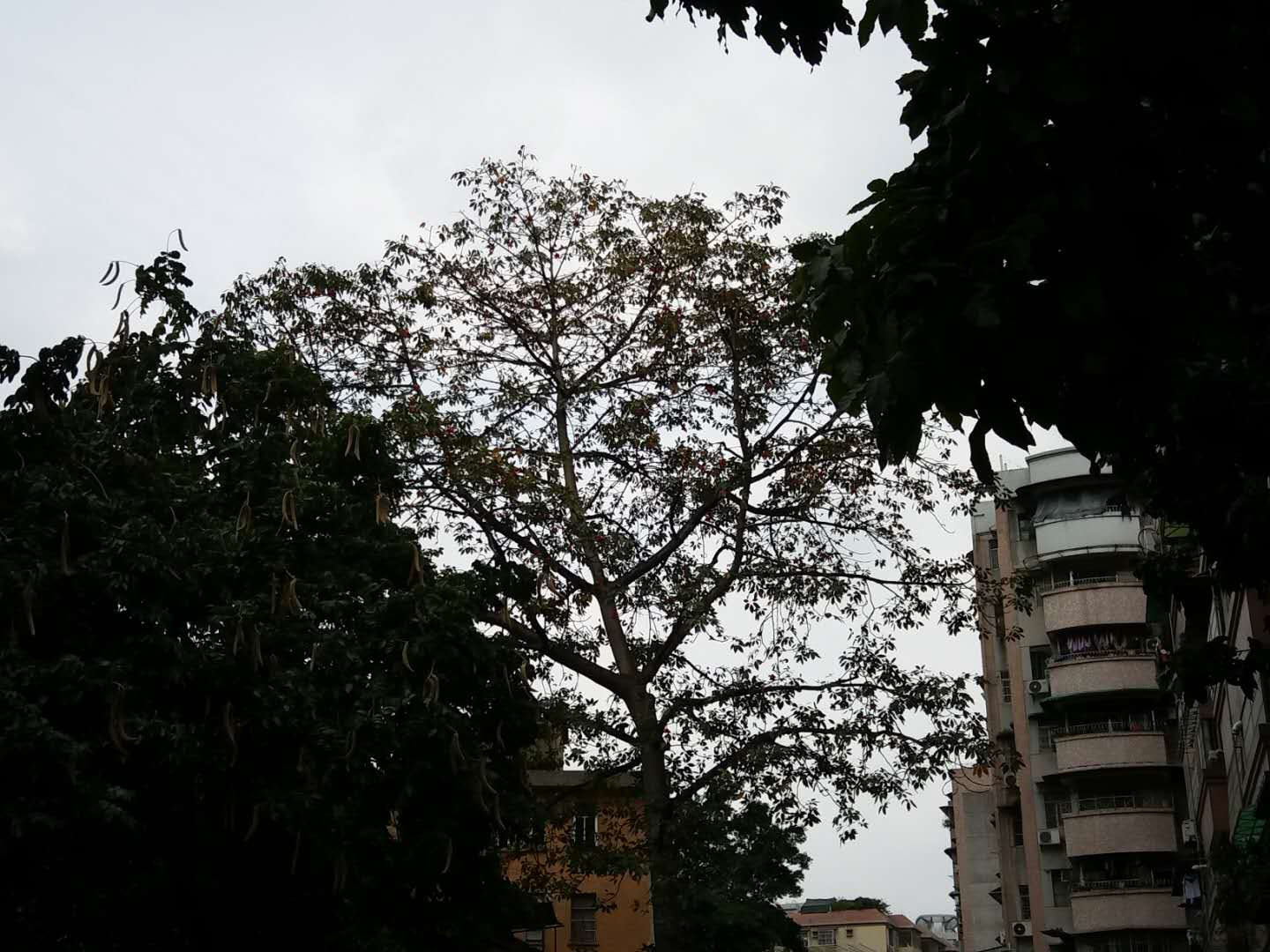
广州市芦荻街的木棉树
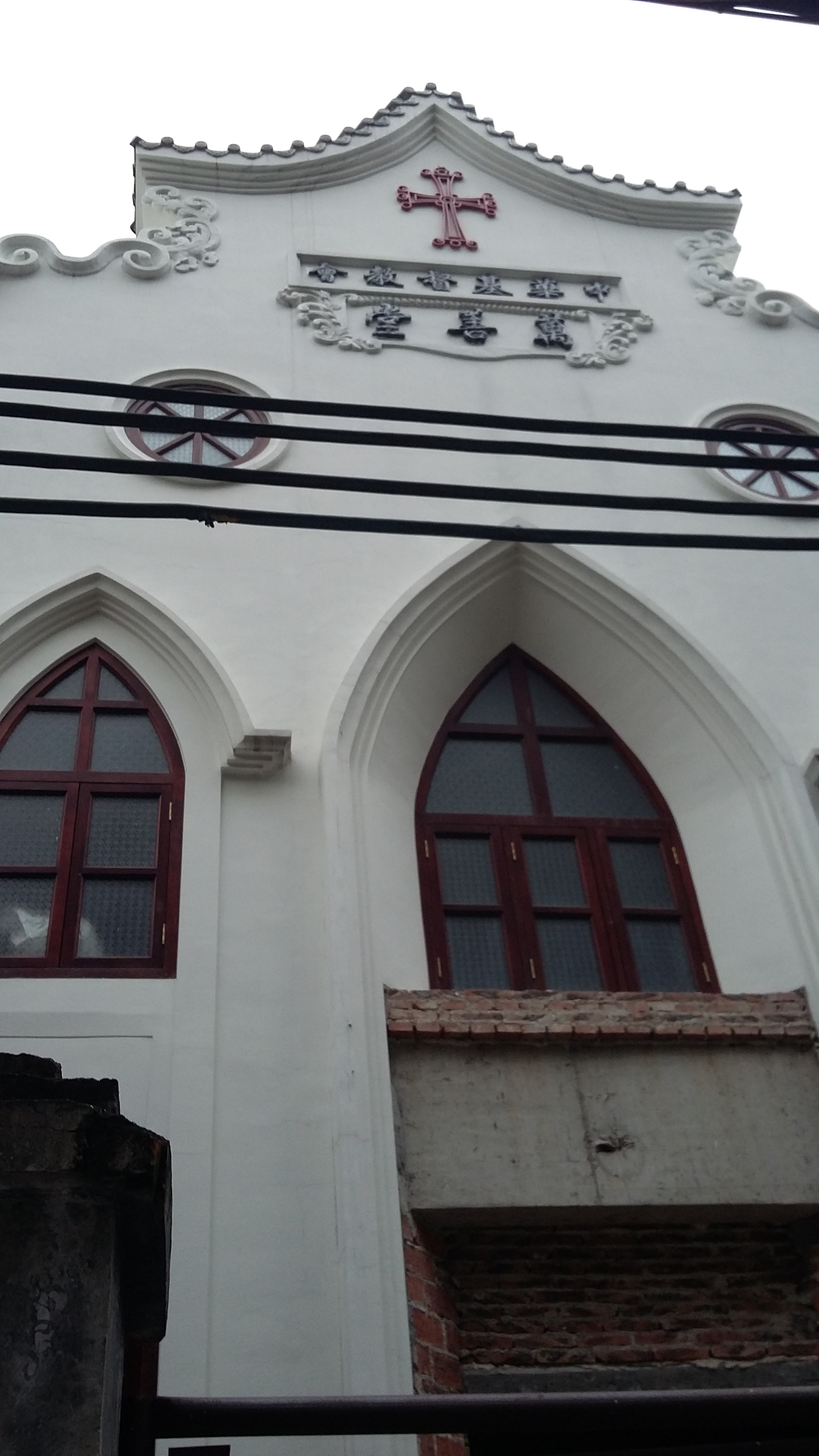
基督教万善堂图片（外景）
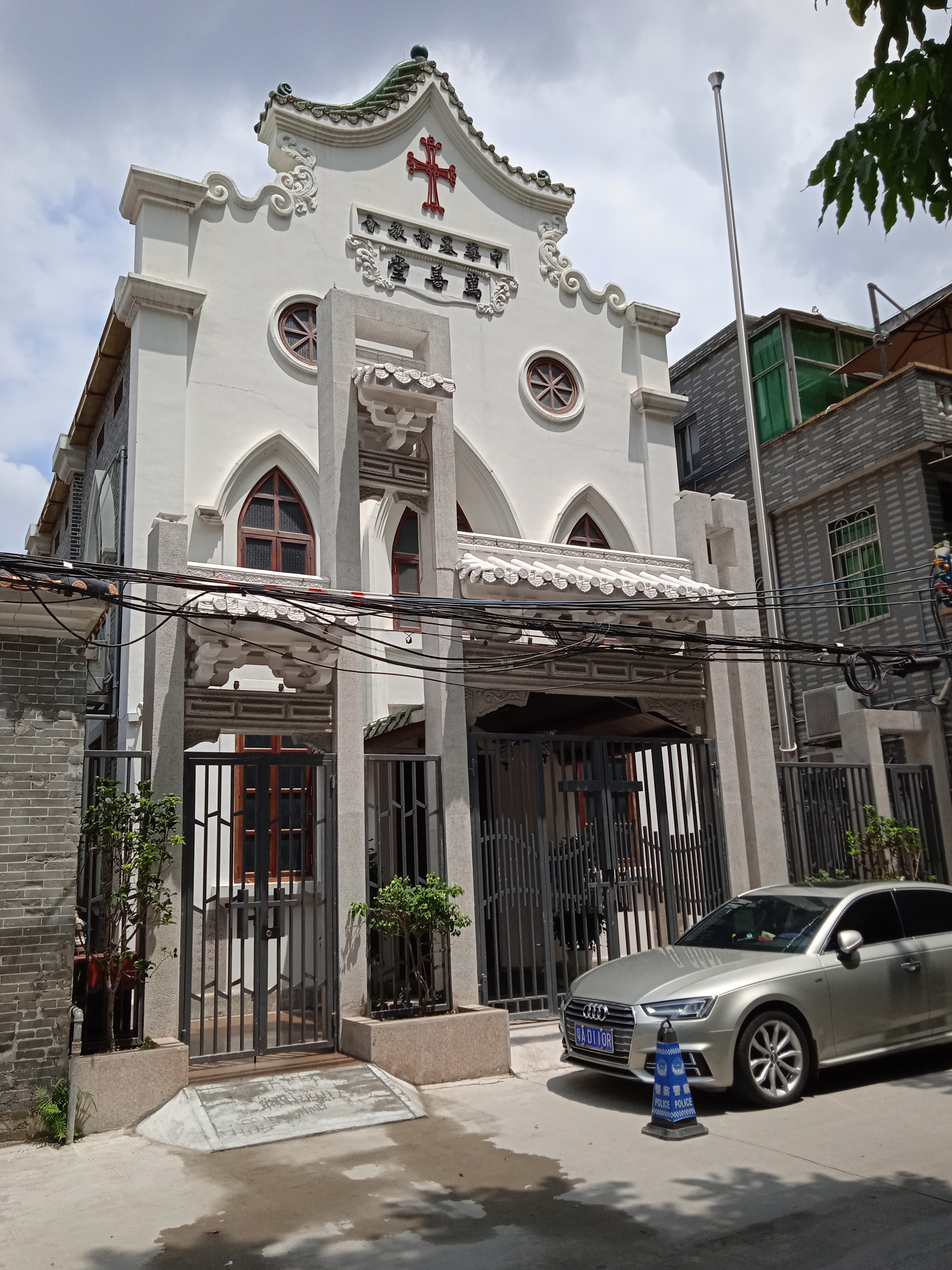
基督教万善堂图片（外景）